# Diocesi di Calinda
La diocesi di Calinda (in latino: Dioecesis Calyndensis) è una sede soppressa del patriarcato di Costantinopoli e una sede titolare della Chiesa cattolica.

## Storia
Calinda, identificabile con Kozpinar, distretto di Dalaman, nell'odierna Turchia, è un'antica sede episcopale della provincia romana di Licia nella diocesi civile di Asia. Faceva parte del patriarcato di Costantinopoli ed era suffraganea dell'arcidiocesi di Mira.
La diocesi non è menzionata in nessuna Notitia Episcopatuum del patriarcato, indizio di una sua prematura scomparsa. Le Quien assegna a questa diocesi il vescovo Leonzio, il quale tuttavia potrebbe non appartenere a Calinda, ma a Candiba. Infatti, nel 458 il presbitero Timasio sottoscrisse al posto del suo vescovo Leontii Catateni la lettera dei vescovi della Licia all'imperatore Leone dopo l'omicidio del patriarca Proterio di Alessandria. Il termine Catateni è stato interpretato come una forma corrotta per Candadeni, che corrisponde alla sede di Candiba; secondo Destephen tuttavia, l'attribuzione di Leonzio a questa diocesi è solo ipotetica.
Dal XIX secolo Calinda è annoverata tra le sedi vescovili titolari della Chiesa cattolica; la sede è vacante dal 4 giugno 1971. Il suo ultimo titolare è stato Warren Louis Boudreaux, vescovo ausiliare di Lafayette.

## Cronotassi

### Vescovi greci
- Leonzio ? † (menzionato nel 458)

### Vescovi titolari
- Alexandre Berlioz, M.E.P. † (24 aprile 1891 - 15 giugno 1891 nominato vescovo di Hakodate)
- Augustin-François Baslé, M.E.P. † (15 dicembre 1905 - 2 giugno 1910 succeduto vescovo di Mysore)
- Adolfo Verrienti † (23 giugno 1910 - 15 gennaio 1932 deceduto)[4]
- Francesco De Pietro † (28 gennaio 1932 - 22 gennaio 1934 deceduto)
- William David O'Brien † (10 febbraio 1934 - 19 febbraio 1962 deceduto)
- Warren Louis Boudreaux † (19 maggio 1962 - 4 giugno 1971 nominato vescovo di Beaumont)